# Fatimata Touré
Fatimata Touré es una activista por los derechos de las mujeres maliense y directora del Foro Regional para la Reconciliación y Paz en Gao, Mali.También es la jefa del Grupo de Acción, Investigación, Estudio y Formación de Mujeres, que combate la fístula.

## Trayectoria
Durante el conflicto en el norte de Malí, a fines de la década de los 90, Touré y sus colegas de la Asociación de Mujeres por la Paz y el Desarrollo persuadieron a los rebeldes Touareg para que asistieran a conversaciones de alto el fuego, lo que resultó en negociaciones y algunos altos el fuego localizados. Touré fue reconocida por su trabajo para la paz, al ser incluida entre una de las 1000 Mujeres de Paz, una nominación grupal de 1000 mujeres constructoras de la paz que obtuvieron el Premio Nobel de la Paz en 2005. Durante la ocupación de Malí en 2012 y 2013, Touré ayudó a los pacientes con fístula a reubicarse. También encontró ayuda médica después de que un hospital en Gao fuera atacado. Además brinda atención y refugio a las personas obligadas a contraer matrimonio o que fueron violadas. También se pronunció públicamente contra la violencia de género. Ella documentó la violencia que estaba ocurriendo, incluso cuando la que ella estaba sometida cuando se atacó su propia casa.

## Reconocimientos
Recibió el premio Internacional Mujeres de Coraje en 2014. La embajadora de Estados Unidos Samantha Power, mencionó a Touré ante las Naciones Unidas, en un discurso que pronunció en Mali en 2014.